# Berijev A–50
Az A–50 (NATO-kódja: Mainstay) szovjet gyártmányú légtérellenőrző repülőgép, melyet az Il–76 szállító repülőgép alapján terveztek a Berijev-tervezőirodában a hasonló feladatkörű Tu–126 gépek leváltására. Az első A–50 1978-ban szállt fel, majd 1984-től hadrendbe állították. 1992-ig összesen 40 darab készült belőle. Továbbfejlesztett változata az A–100.

## Szerkezet és kialakítás
Az A–50-et a Szovjet Légierő igényei alapján fejlesztette ki a taganrogi TANTK Berijev tervezőiroda az Il–76 szállító repülőgépből, az 1965 óta használatban levő Tu–126 légtérellenőrző repülőgép leváltására.
A repülőgéphez a radart egy 9 m átmérőjű, a törzs fölött elhelyezett, lencse alakú, forgó áramvonalas burkolatba építették be. Az NPO Vega cég által gyártott Vega-M radar hatósugara 400 km, de 230 km távolságig képes minden különösebb nehézség nélkül egyszerre 50 célpontot nyomon követni. A repülőgép elektronikai rendszereinek kifejlesztésében a Tyihomirov Intézet is részt vett. A gépek sorozatgyártása a Taskenti Repülőgépgyárban (TAPO) folyt.
A Szovjetunió felbomlása után az orosz katonai vezetés az A–50 folyamatos modernizálása mellett döntött. Az A–50U típusjelzésű modernizált változat első prototípusa 2008. szeptember 15-én szállt fel. Az új változat a mára már elavult, analóg radarrendszer helyett egy modern, digitális rendszert kapott (melyet szintén az NPO Vega készít el). A modernizálásnak köszönhetően a rendszer gyorsabb adatfeldolgozást, erősebb jelérzékelést és fejlettebb célpont-felderítést tesz lehetővé.
Az A–50 10 vadászgépet képes irányítani egyszerre. Légi utántöltés nélkül négy órát képes repülni, maximum 900 km/h-val, legfeljebb 170 tonna súllyal. A légi utántöltését Il–78-as gépek végzik. A tapasztalatok alapján az A–50 légi utántöltése veszélyes művelet, ugyanis a tanker által keltett turbulencia a törzs fölé szerelt radart elérve erős széllökéseket és rázkódást eredményez.
Az Orosz Légierő 2023. évi állapot szerint 3 darab A–50 és 7 darab A–50U repülőgéppel rendelkezett.
Az Ukrajna elleni orosz invázió során az Ukrán Fegyveres Erők 2024. január 14-én egy A–50-es, 2024. február 23-án egy A–50U változatú gépet lőtt le az Azovi-tenger felett.

## Típusváltozatok
- A–50 – Alapváltozat
- A–50M – Modernizált orosz változat.
- A–50U – Továbbfejlesztett változat
- 676-os gyártmány
- 1076-os gyártmány – Speciális feladatok végrehajtására kifejlesztett változat.
- A–50I – Izraeli Phalcon radarral felszerelt, Kína számára fejlesztett változat, a fejlesztési projektet az USA nyomására leállították.
- A–50-EI – Licenc alapján gyártott indiai változat.
- KJ–2000 – Módosított kínai változat.

## Üzemeltetők
- Oroszország – 10 db (2023-as állapot szerint. 2 db megsemmisült 2024-ben.)
- India – 3 db (további 2 db rendelés alatt)[5]